# 29456 Evakrchová
29456 Evakrchová este un asteroid din centura principală, descoperit pe 24 septembrie 1997, de Lenka Šarounová.